# Abwasserbeseitigung
Abwasserbeseitigung, oder Abwasserentsorgung bezeichnet den Weg des Abwassers vom Ort des Anfalls zur Abwasserbehandlung und die Rückführung des behandelten Wassers in den natürlichen Wasserkreislauf. Die Abwasserbeseitigung umfasst das Sammeln in Abwasserleitungen, Fortleiten durch die Kanalisation, Behandeln, Einleiten, Versickern, Verregnen und Verrieseln von Abwasser sowie das Entwässern von Klärschlamm und das Beseitigen des in Kleinkläranlagen anfallenden Schlamms.
Im deutschen Wasserrecht besteht der Grundsatz, dass Abwasser so zu beseitigen ist, dass das Wohl der Allgemeinheit nicht beeinträchtigt wird. Um dies zu erreichen, dürfen Abwasserkanäle und Abwasserbehandlungsanlagen nur betrieben werden, wenn sie den allgemein anerkannten Regeln der Technik entsprechen. Niederschlagswasser soll vorzugsweise ortsnah versickert, verrieselt oder in ein Gewässer eingeleitet werden.(§ 54 WHG)

## Abwasserbeseitigungspflichtige
Abwasser ist nach dem deutschen Wasserrecht von den juristischen Personen des öffentlichen Rechts zu beseitigen, die nach Landesrecht hierzu verpflichtet sind (§ 56 WHG). Die Bundesländer haben in ihren Landeswassergesetzen zumeist die Städte und Gemeinden als öffentliche Träger der Abwasserbeseitigung benannt, die sich hierzu zumeist in Zweckverbänden zusammenschließen oder kommunale Eigenbetriebe gründen können. Nur in Ausnahmefällen erlauben die Landeswassergesetze die Übertragung der Abwasserbeseitigungspflicht auf Private. Im Umkehrschluss zur Abwasserbeseitigungspflicht der Kommunen haben die Abwassererzeuger die Pflicht zur Überlassung ihres anfallenden Abwassers an den Beseitigungspflichtigen. In den meisten Fällen besteht deshalb per kommunaler Satzung ein Anschluss- und Benutzungszwang an die öffentliche Kanalisation.
Nach dem österreichischen Wasserrechtsgesetz erfolgt die Errichtung und Erhaltung im Betrieb von Abwasserentsorgungsanlagen durch Einzelpersonen, Betriebe und Unternehmungen, Wassergenossenschaften, Kommunen sowie Wasserverbände.

## Zentrale Abwasserbeseitigung
Abwasserbeseitigung erfolgt zumeist zentral, d. h. das Abwasser wird, zumeist durch einen öffentlichen Träger, über ein Kanalisationsnetz gesammelt und einer zentralen Abwasserbehandlung zugeführt. In Deutschland besteht ein Anschlussgrad von 96 Prozent an die öffentliche Kanalisation, der Anschlussgrad an öffentliche  Abwasserbehandlungsanlagen liegt bei fast 97 Prozent (Stand: 2013). Zur Finanzierung ihrer Aufgabenerfüllung erheben die Träger der Abwasserbeseitigung Gebühren und Beiträge.

## Dezentrale Abwasserbeseitigung
Auch eine dezentrale Abwasserentsorgung durch Kleinkläranlagen kann nach dem Wasserhaushaltsgesetz dem Allgemeinwohl dienen. Sie spielt insbesondere im dünn besiedelten ländlichen Raum eine Rolle, in dem ein Anschluss an ein zentrales Abwasserbeseitigungssystem nicht oder nur mit unverhältnismäßig hohem wirtschaftlichen Aufwand hergestellt werden kann. Die dezentrale Beseitigung von häuslichem Abwasser erfolgt in der Regelung in Verbindung mit einer Abwasserbehandlung in Kleinkläranlagen mit anschließender Einleitung in ein Gewässer oder das Grundwasser (Versickerung).
Niederschlagswasser soll nach dem Willen des Gesetzgebers generell möglichst dezentral und nah am Ort seines Anfalls der Vorflut zugeführt werden, bei Schmutzwasser ist dies eine Ermessensentscheidung der Entsorgungsträger, die nach den meisten Landeswassergesetzen der Zustimmung der zuständigen Wasserbehörden bedarf. In diesen Einzelfällen entfällt der Anschluss- und Benutzungszwang und die Pflicht zur Überlassung des angefallenen Abwassers an den Beseitigungspflichtigen; dieser wird zugleich von seiner gesetzlichen Beseitigungspflicht befreit.